# Loba (juego de naipes)
La loba carioca, o simplemente loba, es un juego de mesa para dos o más jugadores ampliamente jugado en Argentina y América Central, normalmente sentados alrededor de una mesa, con dos mazos de baraja inglesa (104 cartas más cuatro comodines).
Es originario de América Central. Sus reglas, como cantidad de cartas o su valor, pueden ser distintas según el lugar.

## Objetivo
Consiste en bajar la totalidad de las cartas que el jugador posee (por ejemplo, nueve) en su mano mediante combinaciones establecidas entre ellos. El jugador que lo consiga gana una ronda, mientras que los demás deben sumar los valores de las cartas que mantienen en su poder, los cuales se acumulan en una tabla general. El ganador de la partida se decide cuando solo queda un jugador con menos de 100 puntos en dicha tabla.

## Desarrollo principal

### Comienzo
Se elige al repartidor al azar o por orden en la ronda. El jugador inmediatamente a su izquierda corta el mazo levantando una determinada cantidad de cartas y se las cede al repartidor. Este distribuye desde arriba los naipes entre los demás jugadores una a la vez en sentido contrario de las agujas del reloj (hacia la derecha) hasta que todos tengan nueve en su poder. Si ha hecho un corte perfecto (si no han quedado cartas del corte que hizo) se le restan determinada cantidad de puntos de la tabla. El repartidor coloca el resto del mazo apilado en el centro de la mesa. Luego saca un naipe del mazo y lo coloca boca arriba a modo de pozo de descarte. Ahí comienza la ronda.

### La ronda
Comienza el jugador ubicado inmediatamente a la derecha del repartidor. Debe levantar una carta del mazo, y decidir si debe o puede realizar una combinación (escalera o trica) para descartarse. Bajar los naipes no es obligatorio en caso de que sea del mazo de cartas cubiertas, pero sí cuando la carta se saca de las cartas descartadas. Una vez que decida que su turno acaba, debe tirar una naipe a elección al pozo.
Así continúan los demás jugadores hasta que uno de ellos se quede sin cartas. Al cortar en la tercera ronda. 

## Las combinaciones

### Tricas
Consiste en tres cartas del mismo número, pero todas de distinto palo. Es posible agregar naipes en siguientes turnos, tanto por el jugador que bajó las cartas como cualquier otro, siempre y cuando los nuevos naipes sean del mismo número y de algún palo presente en la trica. Este acto se conoce como mojar o sopar.
Previamente se debe decidir si es apto usar comodines (o jóker) en las tricas o no, con un máximo de uno por trica.

### Escalera
Se trata de un mínimo de tres naipes del mismo palo con una numeración seguida, por ejemplo 3, 4 y 5. Es posible mojar o sopar sólo números inmediatos superiores o inferiores al de la combinación presente, siempre que se trate del mismo palo. El as puede utilizarse en ambos extremos, antes del 2 o luego de la K, como primera y/o última carta de una escalera.
El comodín cumple el rol del número que se desee. Pueden existir varios comodines en una escalera, siempre y cuando estén separados por cartas normales.

## Las cartas
El valor de cada carta puede variar según la zona donde se juegue.
Valor mayormente usado en Argentina al momento de la suma de puntos, marcado en negrita cursiva.
| Carta   | Valor   |
| ------- | ------- |
| Comodín | 25/ 15  |
| A       | 14 / 11 |
| K       | 13 / 10 |
| Q       | 12 / 10 |
| J       | 11 / 10 |
| 10      | 10 / 10 |
| 9       | 9 / 9   |
| 8       | 8 / 8   |
| 7       | 7 / 7   |
| 6       | 6 / 6   |
| 5       | 5 / 5   |
| 4       | 4 / 4   |
| 3       | 3 / 3   |
| 2       | 2 / 2   |